# Можарки
Можа́рки (рос. Можарки, чув. Мучар) — село у складі Янтіковського району Чувашії, Росія. Адміністративний центр Можарського сільського поселення.
Населення — 595 осіб (2010; 715 у 2002).
Національний склад:
- росіяни — 96 %